# Bourton-on-the-Water
Bourton-on-the-Water é uma paróquia e aldeia do distrito de Cotswold, no condado de Gloucestershire, na Inglaterra. De acordo com o Censo de 2011, tinha 3296 habitantes. Tem uma área de 10 km².